# خانه ارباب
خانه ارباب مربوط به دوره قاجاریه است و در شهرستان آران و بیدگل، بخش مرکزی، شهر نوش آباد، محله شهید باهنر ، واقع شده است. این اثر در تاریخ ۱۶ دی ۱۳۸۷ با شمارهٔ ثبت ۲۴۴۵۷ به‌عنوان یکی از آثار ملی ایران به ثبت رسیده است.